# نبرد روال (۱۶۰۲)
نبرد روال (انگلیسی: Battle of Reval) یک نبرد در شهر روال (تالین امروزی) میان کشورهای سوئد و مشترک‌المنافع لهستان–لیتوانی در ۳۰ ژوئن ۱۶۰۲ رخ داده که با پیروزی لهستانی‌ها با پایان رسیده است.